# Tony Accardo

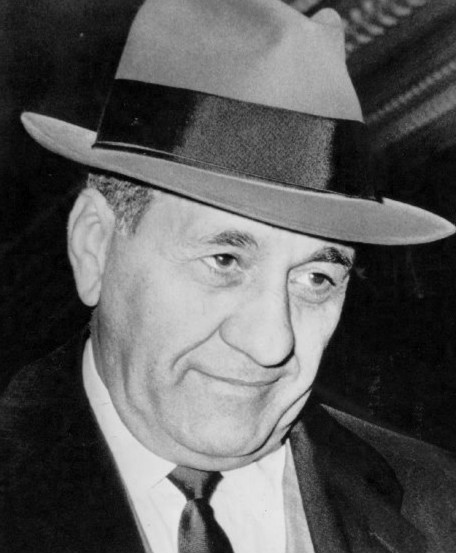
Tony Accardo, 1960

Antonino Joseph 'Tony' Accardo (28 april 1906 - 22 mei 1992), ook bekend als Joe Batters of Big Tuna, was langdurig een Amerikaans bendelid.
In een criminele carrière die meer dan acht decennia besloeg, groeide hij van een onbeduidende gangster tot de dagelijkse leider van de Chicago Outfit in 1947 om uiteindelijk de hoogste gezaghebbende te worden van de Outfit in 1972. Accardo schoof The Outfit naar nieuwe operaties en territoria, daarbij haar macht en rijkdom enorm vergrotend in zijn periode als baas.